# ジョン・ピウス・ボーランド
ジョン・ピウス・ボーランド（John Pius Boland, 1870年9月16日 - 1958年3月17日）は、アイルランド・ダブリン出身の男子テニス選手。1896年にギリシャ・アテネで実施された第1回近代オリンピックのテニス競技で、男子シングルス・男子ダブルスともに最初の金メダルを獲得した選手である。彼はその後、アイルランド国民党の政治家として活動した。

## 来歴
1896年4月6日から15日にかけて、ピエール・ド・クーベルタン男爵の提唱により、第1回近代オリンピックが発祥地のギリシャ・アテネで開催された。最初は9種目から始まり、テニスはその1つに含まれていた。1896年アテネ五輪では、選手たちは（現在のような国単位ではなく）個人名義で出場した。そのため、テニスのダブルスなどでは、異なる国の選手による「混合チーム」（Mixed Team, オリンピックの略語では ZZX と表示）も存在した。ボーランドは連合王国時代のアイルランド出身であるが、オリンピックの連合王国代表選手として登録されている。最初のテニス競技は、試合がテントの中で行われ、男子シングルスには総計15名の選手がエントリーした。男子ダブルスは6組の選手が出場し、そのうち2組が混合チームであった。
オリンピックに出場した時、ボーランドはオックスフォード大学の学生で、とりわけギリシア神話の学習に深い関心を持っていた。1896年アテネオリンピックの開催を知った時、ボーランドは最初は選手として出場するためではなく、観戦のためにアテネへ旅行した。オリンピック組織委員会の秘書であったスラシヴロス・マナオス（Thrasyvoalos Manaos）の推薦により、ボーランドは最初のテニス競技に出場したが、この時はかかとのついた革底の靴を履いていたという。最初の男子シングルスで、ボーランドはディオニシオス・カスダリス（ギリシャ）を 6-3, 6-1 で破って優勝した。男子ダブルスでは、ボーランドはドイツのフリードリヒ・トラウン（1876年 - 1908年）と混合チームを組み、決勝でギリシャペアのディオニシオス・カスダリス&ディミトリオス・ペトロコキノス組に 5-7, 6-4, 6-1 の逆転勝利を収めた。こうして、ジョン・ピウス・ボーランドはオリンピックのテニス競技で最初の金メダルを獲得した。最初のテニス競技結果は、男子シングルス・ダブルスともに決勝戦しかスコアが残存していない。
オリンピックの後、ボーランドはアイルランド国民党の政治家になり、1900年から1918年まで18年間、連合王国議会下院議員を務めた。その後アイルランド国立大学の創設者の一員になり、アイルランドの独立運動にも大きく貢献した。アイルランドがオリンピックに独立国家として参加できるようになったのは、1924年パリオリンピック以後である。
その後もボーランドはアイルランドの国民的な偉人として尊敬を集め、当地の祝祭日である「聖パトリックの祝日」の日、1958年3月17日にイギリス・ロンドンで87年の生涯を閉じた。
没年月日については、国際オリンピック委員会（IOC）に由来する資料ではすべて「1958年」3月17日没となっているが、地元アイルランドの資料である「テラス・トーク・アイルランド」のみ「1955年」3月17日没となっており、3年の食い違いがある。